# Ренье, Паскаль
Паска́ль Ренье́ (нидерл. Pascal Renier; род. 3 августа 1971, Варем, Бельгия) — бельгийский футболист, защитник. Известен по выступлениям за «Брюгге» и сборную Бельгии. Участник чемпионатов мира 1994 года.

## Клубная карьера
Ренье — воспитанник футбольной академии клуба «Льеж». В 1990/1991 году он был включен в заявку команды на сезон. В 1992 году Паскаль перешёл в «Брюгге», где, поначалу, из-за высокой конкуренции, играл только за резерв. В сезоне 1993/1994 он завоевал место в основном составе. В 1995 году Ренье завоевал вместе с клубом свой первый трофей — Кубок Бельгии. В следующем сезоне он повторил своё достижение, а также выиграл Жюпиле лигу. За «Брюгге» Ренье провел более ста матчей и забил два гола. В 1998 году он перешёл в льежский «Стандард». В новом клубе Паскаль не смог выиграть конкуренцию за место в основе и после двух сезонов уехал во Францию, попробовать свои вилы в Лиге 1. Новым клубом защитника стал «Труа». 19 сентября 1999 года в матче против марсельского «Олимпика» он дебютировал за новую команду. За три сезона во Франции Паскаль принял участие всего в 20 встречах. Летом 2002 года он вернулся в Бельгию, где ещё на протяжении трех сезонов выступал за «Мускрон», «Вестерло» и «Зюлте-Варегем». Последней команде Ренье помог выйти в Жюпиле лигу, после чего объявил о завершении карьеры футболиста.

## Международная карьера
4 июнь 1994 года в товарищеском матче против сборной Замбии Ренье дебютировал за сборную Бельгии. В том же году Паскаль принял участие в Чемпионате мира в США. На турнире он был запасным футболистом и не провел на поле ни минуты.

## Достижения
«Брюгге»
- Чемпион Бельгии (1): 1996
- Обладатель Кубка Бельгии — 1995, 1996